# کیلکیس ۱۲۰۷۰
سیارک ۱۲۰۷۰ (به انگلیسی: 12070 Kilkis، نامگذاری:1998FK63) دوازده هزار و هفتاد و یکمین سیارک کشف شده‌است که در ۲۰ مارس ۱۹۹۸ کشف شد.
قدر مطلق سیارک برابر ۱۶.۲ است.